# Campeonato Africano de Atletismo de 2016 - Lançamento de martelo masculino
A prova do lançamento de martelo masculino do Campeonato Africano de Atletismo de 2016 foi disputada no dia 25 de junho  no Kings Park Stadium  em Durban, na África do Sul. Participaram da prova 6 atletas com todos concluindo a prova. 

## Recordes
Antes desta competição, os recordes mundiais e do campeonato nesta prova eram os seguintes:
|                       | Nome             | Nacionalidade   | Distância | Local      | Data                 |
| --------------------- | ---------------- | --------------- | --------- | ---------- | -------------------- |
| Recorde mundial       | Yuriy Sedykh     | União Soviética | 86m 74cm  | Estugarda  | 30 de agosto de 1986 |
| Recorde do campeonato | Mostafa Al-Gamel | Egito           | 79m 09cm  | Marraquexe | 13 de agosto de 2014 |
| Recorde africano      | Mostafa Al-Gamel | Egito           | 81m 27cm  | Cairo      | 21 de março de 2014  |

## Medalhistas
| Ouro                | Prata              | Bronze                  |
| Eslam Ibrahim (EGY) | Chris Harmse (RSA) | Tshepang Makhethe (RSA) |

## Cronograma
Todos os horários são locais (UTC+2). 
| Data        | Hora  | Evento |
| ----------- | ----- | ------ |
| 25 de junho | 16:30 | Final  |

## Resultado final
| Posição           | Atleta               | Nacionalidade   | Distância | Notas |
| ----------------- | -------------------- | --------------- | --------- | ----- |
| Medalha de ouro   | Eslam Ibrahim        | Egito           | 68.92     |       |
| Medalha de prata  | Chris Harmse         | África do Sul   | 67.67     |       |
| Medalha de bronze | Tshepang Makhethe    | África do Sul   | 65.54     |       |
| 4                 | Johan Kruger         | África do Sul   | 63.01     |       |
| 5                 | Nicholas Li Yun Fong | Ilhas Maurícias | 58.54     |       |
| 6                 | Georgio Vahoua       | Costa do Marfim | 38.47     |       |

Legenda
| Recorde mundial       | Recorde mundial (World record)               |                       | Recorde africano                      | Recorde africano (African) |                                           | Q | Classificado por posição (Qualified) |
| Recorde do campeonato | Recorde do campeonato (Championship record)  | Recorde da América    | Recorde da América (Americas)         | q                          | Classificado por melhor tempo (Qualified) |   |                                      |
| Melhor marca do ano   | Melhor marca do ano (World leading)          | Recorde asiático      | Recorde asiático (Asian)              | DNS                        | Não largou (Did not start)                |   |                                      |
| Recorde nacional      | Recorde nacional (National record)           | Recorde europeu       | Recorde europeu (European)            | DNF                        | Não terminou (Did not finish)             |   |                                      |
| Recorde pessoal       | Recorde pessoal do atleta (Personal best)    | Recorde da Oceania    | Recorde da Oceania (Oceania)          | DSQ / DQ                   | Desclassificado (Disqualified)            |   |                                      |
| Recorde da temporada  | Recorde da temporada do atleta (Season best) | Recorde sul-americano | Recorde sul-americano (South America) | NM                         | Sem marca (No mark)                       |   |                                      |